# 루실리 룬드

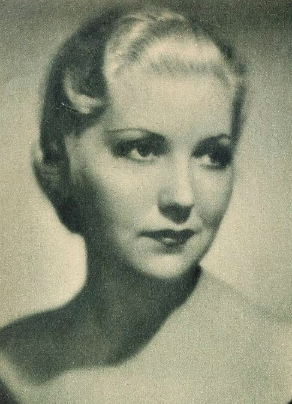

루실리 룬드(Lucille Lund, 1913년 6월 3일 ~ 2002년 2월 15일)는 미국의 배우, 영화배우이다.
버클리에서 태어났으며 롤링 힐스에서 사망하였다.

## 영화
- 브로드웨이 멜로디 오브 1936 (1935년)
- 검은 고양이 (1934년)